# Пасадена-Парк (Міссурі)
Пасадена-Парк (англ. Pasadena Park) — селище (англ. village) в США, в окрузі Сент-Луїс штату Міссурі. Населення — 435 осіб (2020).

## Географія
Пасадена-Парк розташована за координатами 38°42′40″ пн. ш. 90°17′51″ зх. д. / 38.71111° пн. ш. 90.29750° зх. д. (38.711008, -90.297457).  За даними Бюро перепису населення США в 2010 році селище мало площу 0,25 км², уся площа — суходіл.

## Демографія
Згідно з переписом 2010 року, у селищі мешкало 470 осіб у 221 домогосподарстві у складі 127 родин. Густота населення становила 1883 особи/км².  Було 232 помешкання (929/км²).
Расовий склад населення:
| - 60,6 % — чорних або афроамериканців - 35,1 % — білих - 1,3 % — азіатів - 1,1 % — осіб інших рас |

До двох чи більше рас належало 1,9 %. Частка іспаномовних становила 0,9 % від усіх жителів.
За віковим діапазоном населення розподілялося таким чином: 17,2 % — особи молодші 18 років, 66,2 % — особи у віці 18—64 років, 16,6 % — особи у віці 65 років та старші. Медіана віку мешканця становила 45,5 року. На 100 осіб жіночої статі у селищі припадало 76,0 чоловіків;  на 100 жінок у віці від 18 років та старших — 72,1 чоловіків також старших 18 років.
Середній дохід на одне домашнє господарство  становив 79 521 долар США (медіана — 70 000), а середній дохід на одну сім'ю — 91 307 доларів (медіана — 69 583). Медіана доходів становила 47 500 доларів для чоловіків та 48 958 доларів для жінок. За межею бідності перебувало 4,4 % осіб, у тому числі 4,0 % дітей у віці до 18 років та 13,3 % осіб у віці 65 років та старших.
Цивільне працевлаштоване населення становило 343 особи. Основні галузі зайнятості: освіта, охорона здоров'я та соціальна допомога — 28,0 %, роздрібна торгівля — 14,3 %, транспорт — 9,0 %, науковці, спеціалісти, менеджери — 8,7 %.